# Michel Crépeau
Michel Crépeau (* 30. Oktober 1930 in Fontenay-le-Comte, Vendée; † 30. März 1999 in Paris) war ein französischer Politiker der Parti radical de gauche. Er war langjähriger Bürgermeister von La Rochelle und Abgeordneter in der Nationalversammlung sowie Umwelt-, Handels- und Justizminister.

## Leben
Crépeau studierte Rechtswissenschaften an der Universität Bordeaux. Nach seinem Studium war er als Rechtsanwalt in La Rochelle tätig.
Er begann seine politische Karriere 1958 als Mitglied der Parti radical. 1967 wurde er in den Generalrat des Départements gewählt. Von 1971 bis zu seinem Tod 1999 war er Bürgermeister der Hafenstadt La Rochelle. In dieser Position setzte er sich besonders für den Umweltschutz ein. Er verhinderte Bauvorhaben direkt an der Küste und ließ die Grünflächen erweitern. 1973 führte er ein Recyclingsystem, 1975 die erste Fußgängerzone in Frankreich und im Jahr darauf ein gebührenfreies Fahrradverleihsystem (Vélos Jaunes) ein.
1972 gehörte er zu dem Mitbegründern des Mouvement des radicaux de gauche (MRG), einer linken Abspaltung von der Parti radical, aus der später die Parti radical de gauche (PRG) hervorging. Von 1973 bis 1981 war er Abgeordneter in der Nationalversammlung (mit Unterbrechungen, wenn er ein Regierungsamt innehatte). Als Nachfolger Robert Fabres war er von 1978 bis 1981 Parteivorsitzender des MRG. Zur Präsidentschaftswahl 1981 war er der Kandidat seiner Partei, er erhielt im ersten Wahlgang rund 640.000 Stimmen (2,2 %). Sein Nachfolger an der Parteispitze war Roger-Gérard Schwartzenberg.
Während der Präsidentschaft François Mitterrands war Crépeau von Mai 1981 bis März 1983 Umweltminister im Kabinett Mauroy, anschließend bis Februar 1986 Minister für Handel, Handwerk und Tourismus in den Kabinetten Mauroy III und Fabius. Crépeau war als Nachfolger von Robert Badinter von Februar bis März 1986 Justizminister von Frankreich. Dann kam es zum Regierungswechsel an das Mitte-rechts-Lager und der Gaullist Albin Chalandon übernahm das Amt. Crépeau wurde wieder als Abgeordneter in die Nationalversammlung gewählt, wo er bis zu seinem Tod den 1. Wahlkreis von Charente-Maritime vertrat. Zuletzt war er ab 1997 Fraktionsvorsitzender der Groupe radical, citoyen et vert, einer Fraktionsgemeinschaft von PRG, Mouvement des citoyens und Grünen.